# Diagnosi genetica preimpianto
La diagnosi genetica pre-impianto (DGP o PDG) comprende gli esami genetici effettuati sull’embrione creato in vitro prima del trasferimento nell’utero. 
La DGP deve essere distinta dalla diagnosi preferenziale, metodo nel quale gli esami hanno luogo prima che i nuclei cellulari della cellula uovo e lo sperma siano riuniti, cioè prima dello stadio embrionale. Dovrebbe anche essere distinta dalla diagnosi prenatale che è l’esame del feto nell’utero.

## Concetto e delimitazione
La diagnosi preimpianto è generalmente l'esame genetico di un embrione prodotto al di fuori del corpo (in vitro) prima che venga impiantato nell'utero della donna. Di solito, una o due cellule vengono rimosse dall'embrione tre giorni dopo la fecondazione, se sono composte da sei a dieci cellule, ed esaminate per difetti genetici specifici (mutazioni genetiche). La diagnosi pre-impianto include lo screening per aneuploidia, in cui viene controllata la presenza di cromosomi in eccesso o l'assenza di cromosomi nell’embrione.
Malattie genetiche diagnosticabili con l’analisi del 1PB:
Da una valutazione e diversi studi è stato possibile individuare 30 differenti malattie genetiche (81.1%) su un totale di 37 diagnosticate. 
Per esempio:
- Fibrosi cistica (fibrosi è la deposizione di tessuto connettivo che alla comparsa di cicatrici negli organi le cui cellule sono capaci di rigenerare).
- Paraplegia spastica (anche chiamata sindrome o malattia di Strumpell-Lorrain, è un gruppo di malattie ereditarie caratterizzate principalmente da rigidità e spasticità della muscolatura degli arti inferiori e alla lesione o a una disfunzione dei nervi).
- Sclerosi multipla (è una malattia autoimmune cronica che colpisce il sistema nervoso centrale). 
- Sordità ereditaria.

## Le applicazioni
1. Evidenza di malattie genetiche
Una delle applicazioni della DGP è il rilevamento di eventuali malattie genetiche ereditarie causate da una o più anomalie del genotipo (ad oggi[non chiaro] se ne conoscono circa 200). La DGP è anche usata nel contesto della prevenzione, in particolare per scoprire se in una famiglia, che finora non è stata colpita da malattie genetiche, ci sono nuove mutazioni spontanee.
2. Screening per aneuploidia 
Un'altra applicazione è lo screening per aneuploidia ovvero le variazioni nel numero dei cromosomi. Oggi lo screening per anomalie cromosomiche è l’applicazione più comune della DGP. L’obiettivo è quello di separare gli embrioni con disturbi numerici del cromosoma, che sono la causa di molti problemi (per esempio di molti aborti spontanei).
3. Bambino soccorritore
Dal 2001, la DGP è stata applicata anche con l’obiettivo di selezionare un embrione che sia immunocompatibile con per esempio un fratello gravemente ammalato. In questo caso si parla della creazione di un "bambino soccorritore" o "bambino design". Per esempio: In una famiglia nasce un bambino che ha una malattia ereditaria grave o una difesa immunitaria danneggiata. Una donazione di cellule staminali del sangue da parte di un fratello potrebbe essere di grande aiuto. La probabilità che un fratello nato in natura sia immunocompatibile è del 25%. La probabilità che un fratello nato da FIVET e DGP sia immunocompatibile è molto più elevata. Allo stesso tempo si esclude anche che il "bambino soccorritore" sia anche lui portatore della stessa malattia.
4. Selezione del sesso
La DGP viene anche effettuata con lo scopo di selezionare il sesso dell'embrione. Questo viene definito "social sexing" o "bilancio familiare". Negli Stati Uniti e in Europa, l'obiettivo è quello di consentire alle famiglie di avere un rapporto equilibrato tra ragazze e ragazzi. In altri paesi, il desiderio di discendenza maschile è la principale motivazione per la selezione del genere. In Europa, la DGP viene utilizzata in quasi il 2% dei casi per selezionare il sesso. Negli Stati Uniti, invece in 10% dei casi.
5. Selezione positiva di un'anomalia genetica
Negli Stati Uniti, la DGP viene anche occasionalmente offerta a coppie con un'anomalia genetica che desiderano avere bambini con la stessa anomalia. La sordità ereditaria può essere citata come esempio.

## Come avviene la procedura

### Trofectoderma e biopsia dell’embrione
La biopsia dell´embrione è la separazione di una o due cellule da un embrione, viene di solito effettuata il terzo giorno dopo la fecondazione. A questo punto, l'embrione di solito è costituito da sei a dieci cellule ed è circondato da un rivestimento protettivo (zona pellucida). In una biopsia dell'embrione, viene prima praticata un'apertura (trofectoderma) nella guaina protettiva che circonda l'embrione usando acido, luce laser o mezzi meccanici. Quindi una o due cellule vengono rimosse dall'embrione usando una pipetta di aspirazione. Questa estrazione cellulare non ha sempre successo: in circa il 5% delle biopsie, le cellule divise periscono e non possono più essere esaminate geneticamente. In rari casi, l'embrione muore direttamente a seguito della biopsia. In tempi recenti ci sono state anche prove crescenti che la scissione delle cellule può ridurre l'impiantabilità dell’embrione cioè può provocare l´insuccesso di un ciclo di Fivet. Non è ancora chiaro se la scissione possa avere ulteriori effetti negativi sullo sviluppo dell'embrione o del bambino. Secondo gli studi più recenti la DGP non dovrebbe avere effetti negativi sullo sviluppo mentale e psicomotorio dei bambini nei primi due anni di vita.

### Diagnostica genetica
Il materiale genetico delle cellule scisse viene esaminato utilizzando diversi metodi diagnostici e, a seconda del metodo, può richiedere tra 24 ore e quattro settimane. Il test FISH, ad esempio, test per rilevare cambiamenti molto gravi nel genoma. I singoli geni vengono quindi esaminati quando i genitori sono predisposti a un difetto genetico, cioè quando una certa malattia ereditaria si verifica frequentemente nella famiglia.

### I limiti della procedura
- L’analisi sull'embrione consente di ottenere solo informazioni relative ad anomalie di origine materna, ed è quindi inapplicabile in caso di malattie genetiche di origine paterna.
- La ricombinazione molto elevata apporta dei rischi all'efficienza di questo metodo in circa il 50-60% degli ovociti, quindi il numero di ovociti privi di mutazione genica disponibili per essere fertilizzati è ridotto.
- Senza una buona riserva ovarica, ci sono rischi di insuccesso. quindi avere molti ovociti è un aspetto indispensabile per il successo della procedura.

## Questione etico-sociale
La discussione sulla DGP è molto controversa in tutto il mondo. Riguardo alla domanda, se e sotto quali condizioni può essere applicata la DGP, aspetti base dell'etica di ogni individuo e di quella sociale si oppongono. Allo stesso tempo sono coinvolte decisioni fondamentali, come la domanda, da quale momento in poi un individuo venga considerato tale. La controversia etica sulla DGP si è posata in legislazioni nazionali molto diversamente.

### Sostenitori
I sostenitori della DGP respingono le argomentazioni degli avversari:
Le riserve di carattere religioso sono respinte per principio perché non possono rivendicare una validità generale in una società liberale e laica. Ciò vale anche per le argomentazioni laiche complementari rispetto a un certo, presunto concetto di natura; nessuno ha una conoscenza privilegiata di ciò che è la natura umana o, in concreto, della riproduzione naturale-umana. 
Un divieto della DGP limiterebbe quindi notevolmente la libertà di scelta dell'individuo. Ogni cittadino sarebbe libero di rifiutare la DGP eticamente, ma nessuno ha il diritto di imporre questo punto di vista ai dissidenti. Lo Stato non può prescrivere un certo concetto ideologico ai suoi cittadini.
Altri argomenti a favore della DGP includono un asserito diritto a condizioni di partenza ottimali, secondo cui le madri hanno il diritto di dare ai propri figli condizioni di partenza ottimali per la vita, nonché un asserito dovere di ottimizzazione: il filosofo Julian Savulescu definisce un dovere morale dei genitori quello di fornire ai figli le migliori condizioni di partenza possibili, e sostiene anche che questo dovere è un dovere morale da parte dei genitori.
Di conseguenza, anche i temuti impatti sociali della PGD sono considerati meno minacciosi:
In particolare, e con particolare riferimento all'esperienza fino a 20 anni di esperienza nei paesi in cui la PGD è utilizzata, il rapporto nega che vi siano segni effettivamente percepibili di tali sviluppi, come la perdita di solidarietà con le persone con disabilità. In ogni caso, va tenuto presente che le tendenze temute, se dovessero davvero verificarsi, non sono affatto inesorabili. Se necessario, si potevano ancora prendere delle contromisure, ma un divieto generale non era affatto necessario. In particolare, si sostiene, ad esempio, che la DGP rimane un'indagine eccezionale: viene effettuata solo dopo l'inseminazione artificiale, e quindi si esagera l'ipotesi che la DGP possa essere utilizzata in futuro su larga scala, ad esempio per ottenere una prole "ottimale" o per sradicare malattie ereditarie (eugenetica). Nell'ambito della diagnosi preimpianto, gli embrioni godono di una protezione speciale; tuttavia, durante la gravidanza successiva, l'aborto è possibile se, ad esempio, viene diagnosticata una disabilità. Poiché il peso sulla donna incinta era notevolmente maggiore rispetto a prima dell'impianto dell'embrione, il divieto della PGD ha causato sofferenze inutili.
Si sostiene inoltre che un divieto non farebbe altro che spostare i trattamenti all'estero: anche se la DGP è vietata in un paese, la coppia che desidera avere figli è libera di far eseguire la DGP all'estero. È scientificamente approvato che il cosiddetto turismo DGP è aumentato a causa del divieto tedesco di DGP.
Infine, la questione centrale della DGP rimane cosa sia un embrione - in vivo, nel grembo materno, o in vitro, in un vaso - e cosa si possa fare con esso. Chi è a favore della PGD non la vede come un essere umano completo, ma come una fase preliminare ad essa. Ciò richiede alcune forme particolari di azione (di trattamento) - per esempio con rispetto - ma in nessun caso un embrione gode dell'inviolabilità della dignità umana. 

### Oppositori
In Germania, Austria e Svizzera il divieto totale, invece è stato reso meno rigido negli anni 2010. In confronto esistono meno limitazioni giuridiche nella Cina, Gran Bretagna, Israele, India o Stati Uniti d‘America.  In molti paesi asiatici esistono fondamentalmente meno questioni etiche, anche se un'autorizzazione completa viene ritenuta critica. Un ruolo centrale nella discussione in India come in Cina è la selezione del sesso attraverso la DGP che può avere impatto sulla demografia in modo negativo. La DGP viene rifiutata in particolare dalla chiesa cattolica, da gruppi critici di ingegneria genetica come anche singole organizzazioni femminili e alcune posizioni nel settore della filosofia ed etica. Gli argomenti, che hanno il maggior ruolo, riguardano sia il procedimento in se, che gli effetti che porta con sé: Viene ritenuto completamente innaturale oppure contraddittorio ai dieci comandamenti cristiani, influenzare attraverso modi tecnici sul processo della riproduzione umana. Inizio e fine della vita umana sono sottratti alla persona in modo particolare (e devono restare così). L’intervento nella riproduzione implicherebbe una sorta di invasione tecnica sul corpo femminile e sarebbe di seguito connessa all’umiliazione della donna. Impedire a un embrione, per qualsiasi motivo possibile, al suo sviluppo sarebbe riprovevole.
Gli embrioni (sempre secondo le voci e opinioni contrarie alla DGP) dovrebbero essere considerati persone come anche i neonati e ottenere lo stesso diritto alla sicurezza e riconoscimento. Sarebbe ancora più implichevole far dipendere questo riconoscimento da caratteristiche che questo embrione ottiene ovvero non ottiene, di seguito le possibilità di sviluppo, ovvero di far dipendere le possibilità di sviluppo di un umano da un “test di qualità”.
D’altra parte gli argomenti si riferiscono agli effetti remoti della procedura, che sono da temere per la sua creazione e diffusione. Questi possono riguardare la società odierna compresa, ma in particolare anche la situazione sociale futura: - La DGP rappresenta una procedura eugenetica che rende accettabili le decisioni sul valore o non valore della vita umana. Allo stesso tempo, questa tecnica mina il riconoscimento sociale delle persone malate e disabili la cui situazione di vita sembra essere evitabile attraverso la DGP di conseguenza/seguito, la DGP minaccia di minare il principio di uguaglianza di tutte le persone, che é implicita.